# Банк Италии
Банк Италии (итал. Banca d'Italia) — центральный банк Италии, основанный в 1893 году, является членом Европейской системы центральных банков.

## История
Банк Италии основан 10 августа 1893 года правительством Джованни Джолитти как акционерное общество путём слияния Национального банка Королевства Италии (который прежде являлся Национальным банком Сардинского королевства), Национального банка Тосканы,
Banca Toscana di Credito per le Industrie e il Commercio d'Italia, Banca Romana. С 1895 года ему было передано ведение операций казначейства. В 1926 году Банк Италии получил право контроля над кредитной системой и курсом лиры. В 1936 году банк был национализирован правительством Муссолини и стал выполнять функции «банка банков», то есть кредитовал другие банки.
Головной офис банка располагается в Палаццо Кох на улице Виа Национале в Риме, построенном по проекту архитектора Гаэтано Коха в 1886—1893 годах в стиле римского классицизма.

## Функции
Основными функциями Банка Италии являются:
- эмиссия евро;
- аккумуляция и хранение официальных золотовалютных резервов;
- ведение счёта государства, на котором отражается движение поступлений и выплат;
- предоставление кредитов кредитным учреждениям и правительству;
- контроль за деятельностью кредитных учреждений.

## Руководство
Органами управления банка являются Общее собрание акционеров, совет директоров, управляющий, генеральный директор и три заместителя генерального директора; последние пять составляют дирекцию.
Общее собрание проводится ежегодно с целью утверждения отчётности и назначения аудиторов. Совет директоров обладает административными полномочиями и возглавляется управляющим (или генеральным директором в его отсутствие). После реформы в 2005 году управляющий утратил исключительную ответственность за решения, имеющие внешнее значение (например, банковский и финансовый надзор), которая была передана директорату (большинством голосов). Генеральный директор отвечает за повседневное управление банком и выступает в качестве управляющего в его отсутствие.
Комиссия аудиторов оценивает управление банком и его соответствие законодательству, нормативным актам и уставу.